# Lumparland
Lumparland är en kommun på Åland med 371 invånare (2024) och en yta på 87 km², varav 36 km² är land. Centralort är Klemetsby med kommunkansli, skola, daghem, pensionärsboende, affär, bankservice, kyrka och postombud. Från Klemetsby är det cirka 25 km till Mariehamn.
Lumparlands kommun styrs och förvaltas i enlighet med kommunallagen för landskapet Åland (1997:73). Detta är en följd av den självstyrelse som Åland har sedan början av 1920-talet och som ger landskapet egen lagstiftningsbehörighet på många områden. 

## Geografi
Lumparlands kommun består av ön Lumparland med omgivande vatten och mindre öar och har vattengräns mot kommunerna Sund och  Vårdö i norr, Föglö i sydost och Lemland i sydväst.
Lumparland är den minsta kommunen på fasta Åland och näst minsta på Åland. Den består av byarna Klemetsby, Krokstad (eller Krogstad), Lumparby, Lumpo, Norrboda, Skag och Svinö. Här finns också den långsmala viken Kapellviken. Ängö sund skiljer Lumparland från Vårdö.

## Kommunikationer
Lumparland har vägförbindelse med Lemland via bron över Lumparsund. 

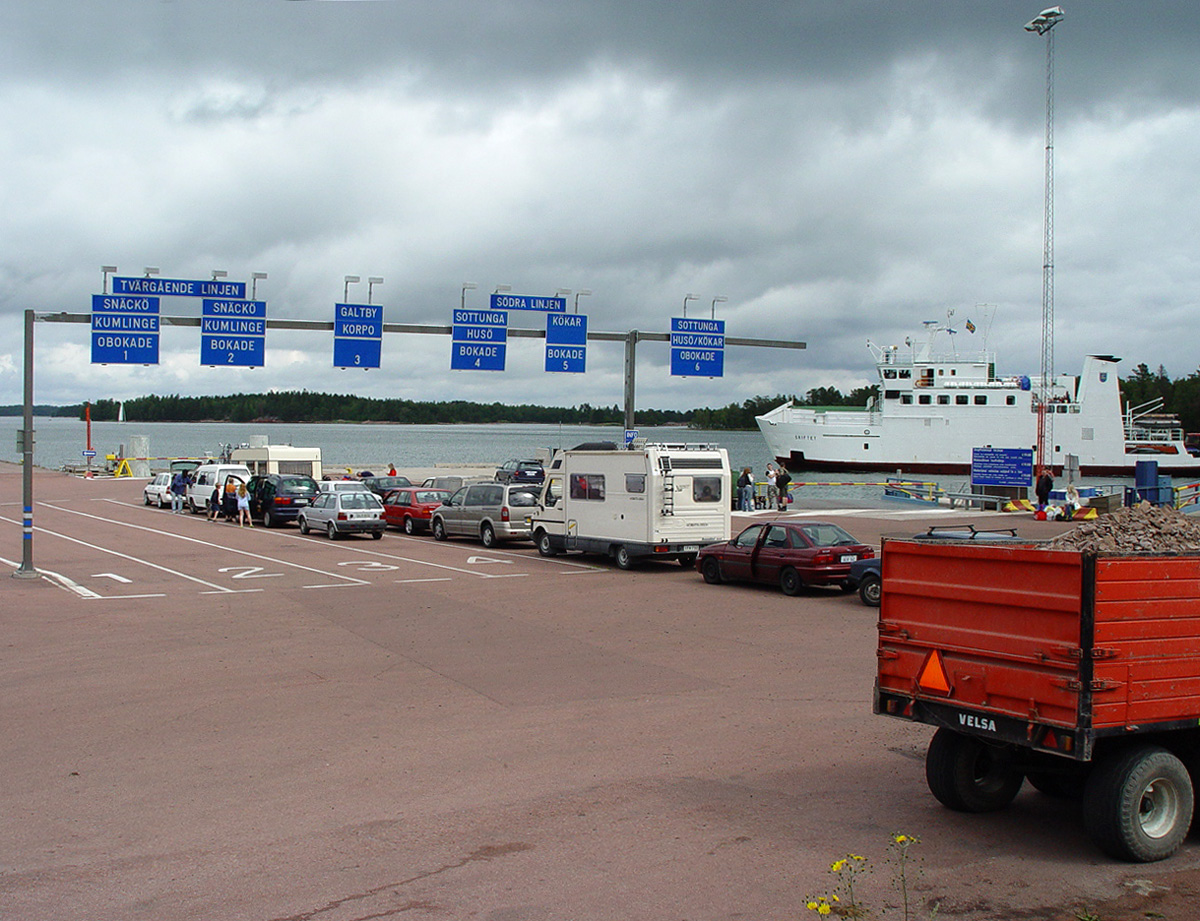
Hamnen i Långnäs. Skärgårdsfärjan på södra linjen lägger till.

Ett flertal färjor och lastfartyg i linjetrafik trafikerar Lumparland. Den största hamnen är Långnäs på Lumparlands östra sida. Regelbunden trafik där är:
- Ålandstrafikens södra linje som går till Galtby i Åbolands skärgård (med förbindelse vidare till finländska fastlandet) via Överö, Sottunga, Husö, Kyrkogårdsö och Kökar.
- Ålandstrafikens tvärgående linje som går från Långnäs till Snäckö i Kumlinge via Överö och Sottunga.
- Tallink Silja och Viking Line, vars fartyg angör Långnäs på väg mellan Åbo och Stockholm, främst nattetid.
- Lastfärjan M/S Fjärdvägen som går mellan Långnäs och Nådendal.
- Finnlines fartyg som angör Långnäs på rutten Nådendal–Stockholm.

Från färjfästet i Svinö går Ålandstrafikens Föglölinje till Degerby i Föglö.
Med Ängösundsfärjan, en vajerfärja som går från Norrboda över Ängösund, är det möjligt att nå byarna och öarna Ängö och Bussö i Vårdö.

## Sevärdheter

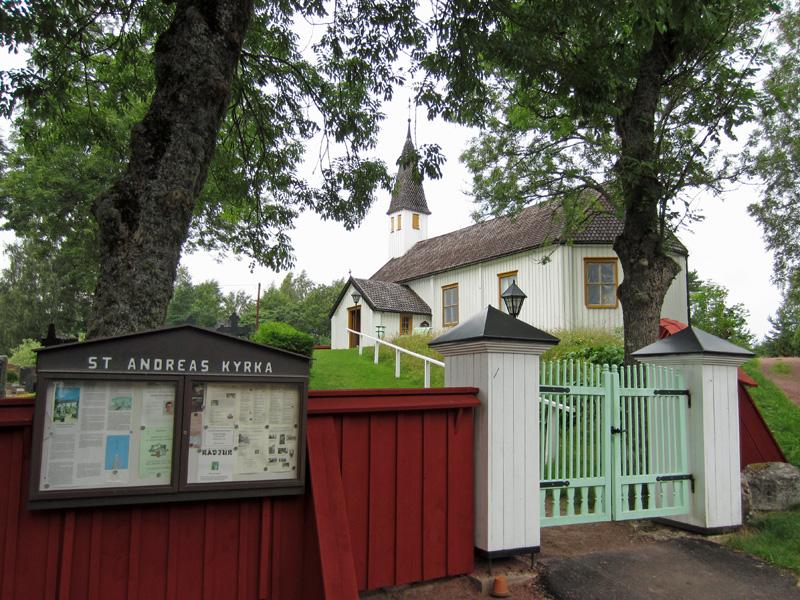
Lumparlands kyrka är en träkyrka från 1720-talet.

- Lumparlands kyrka, också kallad S:t Andreas kyrka, är en träkyrka från 1728 och helgad åt aposteln Andreas, Jesu lärjunge och bror till Petrus. Kyrkan är den äldsta av Ålands tre träkyrkor.[4]
- I Lumparby finns en av Ålands äldsta väderkvarnar. Den är byggd 1758 och har en timrad stomme med brädfodring utanpå. Vingarna har renoverats med jämna mellanrum.
- Skag naturreservat, som inrättades 1989, ligger i Lumparland.[5]

## Etymologi
Efterledet "-land", syftar på att det är en större ö och går igen i Åland, Lemland och möjligen Gotland. Om förledet "Lumpar" råder det inte samstämmighet i forskningen. Det finns två byar med samma förled, Lumparby och Lumpo, och på 1500-talet finns tillnamnen Lwmppa, Lompe och Lumpo. Möjligen är det finska personnamn som namngivet byarna och skapat förledet, eventuellt finska förkortningar av Salomon eller Absalom.
Språkforskaren Axel Olof Freudenthal försökte hitta en nordisk koppling, men landade i att det kom från finskans lumpo, som kan användas om näckros.
Professorn i nordiska språk Carl-Eric Thors menade att ordet lumpa, med böjningsformen lumpo, kommer från lump, kommer från ett gammalt ord för avhuggen stock eller klump och klots. I önamnet har det då syftat på ett berg på ön. Han noterade att ordet lump ingår som namn i en del skär och åkermarker i Bohuslän.

## Demografi

### Befolkningsutveckling
| Befolkningsutvecklingen i Lumparlands kommun 1910–2020         | Befolkningsutvecklingen i Lumparlands kommun 1910–2020 | Befolkningsutvecklingen i Lumparlands kommun 1910–2020 | Befolkningsutvecklingen i Lumparlands kommun 1910–2020 | Befolkningsutvecklingen i Lumparlands kommun 1910–2020 |
| -------------------------------------------------------------- | ------------------------------------------------------ | ------------------------------------------------------ | ------------------------------------------------------ | ------------------------------------------------------ |
|                                                                |                                                        |                                                        |                                                        |                                                        |
| År                                                             |                                                        |                                                        | Folkmängd                                              |                                                        |
| 1910                                                           | 1910                                                   |                                                        | 564                                                    |                                                        |
| 1920                                                           | 1920                                                   |                                                        | 489                                                    |                                                        |
| 1930                                                           | 1930                                                   |                                                        | 419                                                    |                                                        |
| 1940                                                           | 1940                                                   |                                                        | 482                                                    |                                                        |
| 1950                                                           | 1950                                                   |                                                        | 448                                                    |                                                        |
| 1960                                                           | 1960                                                   |                                                        | 359                                                    |                                                        |
| 1970                                                           | 1970                                                   |                                                        | 312                                                    |                                                        |
| 1980                                                           | 1980                                                   |                                                        | 302                                                    |                                                        |
| 1990                                                           | 1990                                                   |                                                        | 322                                                    |                                                        |
| 2000                                                           | 2000                                                   |                                                        | 377                                                    |                                                        |
| 2010                                                           | 2010                                                   |                                                        | 394                                                    |                                                        |
| 2020                                                           | 2020                                                   |                                                        | 372                                                    |                                                        |
| Anm: Uppgifterna avser förhållandena den 31 december varje år. |                                                        |                                                        |                                                        |                                                        |